# Liste der Beiträge für den besten internationalen Film für die Oscarverleihung 2026
Die Liste der Beiträge für den besten internationalen Spielfilm für die Oscarverleihung 2026 führt die bei der Academy of Motion Picture Arts and Sciences (AMPAS) für die Kategorie des besten internationalen Spielfilms eingereichten Filme auf.
Aus allen später zugelassenen Beiträgen soll am 16. Dezember 2025 zunächst eine Vorauswahl (Shortlist) veröffentlicht werden, am 22. Januar 2026 sollen daraus die nominierten Filmproduktionen bekanntgegeben werden. Die Verleihung ist für den 15. März 2026	vorgesehen.
Für Deutschland wurden fünf Filme vorausgewählt: Amrum von Fatih Akin, In die Sonne schauen von Mascha Schilinski, Riefenstahl von Andres Veiel, Cranko von Joachim A. Lang und Der Tiger von Dennis Gansel. Der daraus ausgewählte Kandidat soll von German Films am 21. August 2025 bekanntgegeben werden.

## Beiträge
Vorauswahl,  Nominiert,  Ausgezeichnet
| Land       | Deutscher bzw. Internationaler Titel    | Originaltitel                   | Sprache(n)                | Regisseur(e)               | Ergebnis           |
| ---------- | --------------------------------------- | ------------------------------- | ------------------------- | -------------------------- | ------------------ |
| Bulgarien  | Tarika                                  | Стадото                         | Bulgarisch                | Milko Lazarov              | noch nicht bekannt |
| Irland     | Sanatorium                              |                                 | Ukrainisch                | Gar O’Rourke               | noch nicht bekannt |
| Palästina  | Palestine 36                            | فلسطين ٣٦                       | Arabisch, Englisch        | Annemarie Jacir            | noch nicht bekannt |
| Schweiz    | Heldin                                  |                                 | Schweizerdeutsch, Deutsch | Petra Volpe                | noch nicht bekannt |
| Thailand   | A Useful Ghost                          | ผีใช้ได้ค่ะ                         | Thailändisch              | Ratchapoom Boonbunchachoke | noch nicht bekannt |
| Tschechien | Noch bin ich nicht, wer ich sein möchte | Ještě nejsem, kým chci být      | Tschechisch, Englisch     | Klára Tasovská             | noch nicht bekannt |
| Türkei     | One of Those Days When Hemme Dies       | Hemme’nin öldüğü günlerden biri | Türkisch                  | Murat Fıratoğlu            | noch nicht bekannt |